# فرچه‌پای سبزبال

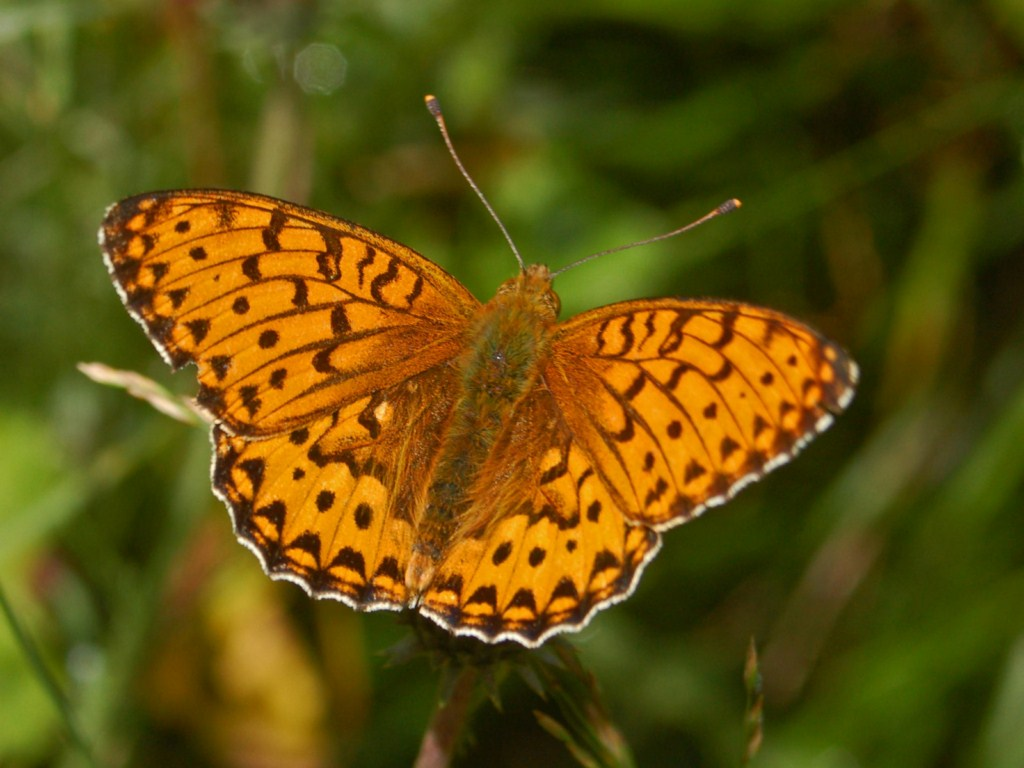
نما از بالا

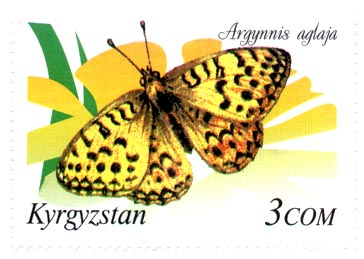
بر روی تمبری قرقیزی

فرچه‌پای سبزبال (نام علمی: Argynnis aglaja) گونه‌ای پروانه است که در تیره فرچه‌پایان قرار دارد. زیستگاه این پروانه ژاپن، کشور کره، اروپا, مراکش, ایران, سیبری, آسیای مرکزی, جمهوری خلق چین است.